# Orthotylus prasinus
Orthotylus prasinus är en insektsart som först beskrevs av Carl Fredrik Fallén 1826.  Orthotylus prasinus ingår i släktet Orthotylus, och familjen ängsskinnbaggar. Enligt den finländska rödlistan är arten nära hotad i Finland. Arten är reproducerande i Sverige. Artens livsmiljö är lundskogar.